# 리커링 캐릭터
리커링 캐릭터(Recurring Character)는 일반적으로 텔레비전 드라마에서 극이 진행되는 동안 "가끔 등장하는 캐릭터"를 말한다. 보통 1회 이상의 에피소드에 출연하며, 에피소드 내에서 중요한 역할을 하기도 한다.
간혹 큰 인상을 남기면 주연에 추가로 캐스팅되기도 한다.(이런 경우는 "브레이크아웃 캐릭터"라고도 불린다. 반대로 한 에피소드의 게스트로 출연해 리커링 캐릭터가 되기도 한다.

## 같이 보기
- 조역